# Fuerza (derecho)
La Fuerza, también llamada coacción cuando se ejerce sobre personas, es una agresión física o emocional que una persona ejerce sobre otra o sobre cosas.
La fuerza tiene gran trascendencia en el Derecho, principalmente a través de dos ámbitos: El Derecho penal y el Derecho de obligaciones.los derechos humanos son los que nos hacen ser un buen individuo y son aquellos que nos dan la libertad y no ser esclavos de alguien.

## Derecho penal
En Derecho penal la fuerza tiene gran importancia en la realización del delito. Tiene importancia a través de dos vías:
- Por un lado, la fuerza puede ser un elemento típico de un delito. Por ejemplo, en el caso del robo, la fuerza es un elemento necesario (en la mayoría de los casos). La existencia de fuerza implica que la acción se tipifique como robo y no como hurto, teniendo esta última acción una pena normalmente menor.
- Por otro lado, la fuerza puede ser un motivo de exención de la responsabilidad penal. Si una persona realiza una acción punible (un delito), obligada por la coacción de otra, la ausencia de voluntariedad supondrá normalmente la inexistencia de responsabilidad, siendo el verdadero delincuente el que coaccionaba al ejecutor.

## Derecho de obligaciones
Al igual que en el Derecho penal, en el momento en que una persona actúa bajo fuerza o coacción, realmente no existe voluntariedad. Eso hace que tampoco exista consentimiento a la hora de contraer determinadas obligaciones (por ejemplo, el caso de una persona que firma un documento bajo amenazas).
Por lo tanto, la fuerza es un vicio del consentimiento que consiste en aquella presión física o moral (por ejemplo, amenazas) ejercida sobre una persona con el objeto de que haga o deje de hacer alguna cosa, movida por el temor de un daño grave, actual o inminente, sobre su persona, sus familiares o sobre sus bienes.
Las obligaciones contraídas bajo coacción son nulas de pleno Derecho, por falta insubsanable de consentimiento

## Responsabilidad civil
La fuerza tiene importancia en cuanto a la responsabilidad civil a través de dos vías:
- En primer lugar, la fuerza sobre bienes o personas puede producir daños. Esto a su vez genera la responsabilidad civil del resarcimiento de dichos daños. Por ello, la fuerza actúa como generador de relaciones obligacionales extracontractuales.
- En segundo lugar, la fuerza o la coacción pueden, igual que en el Derecho penal, servir como motivo de exención de la responsabilidad civil. Cuando una persona, bajo fuerza o coacción, realiza un daño a un tercero, el verdadero culpable y responsable de los daños es el que ha obligado a actuar así generando la fuerza o coacción, y el coaccionado estaría exento de responsabilidad.